# Durio singaporensis
Durio singaporensis Ridl. è un albero della famiglia delle Malvacee diffuso nella penisola malese.

## Descrizione
L'albero può raggiungere l'altezza di 30 metri. I frutti non sono commestibili.